# Harri Rein

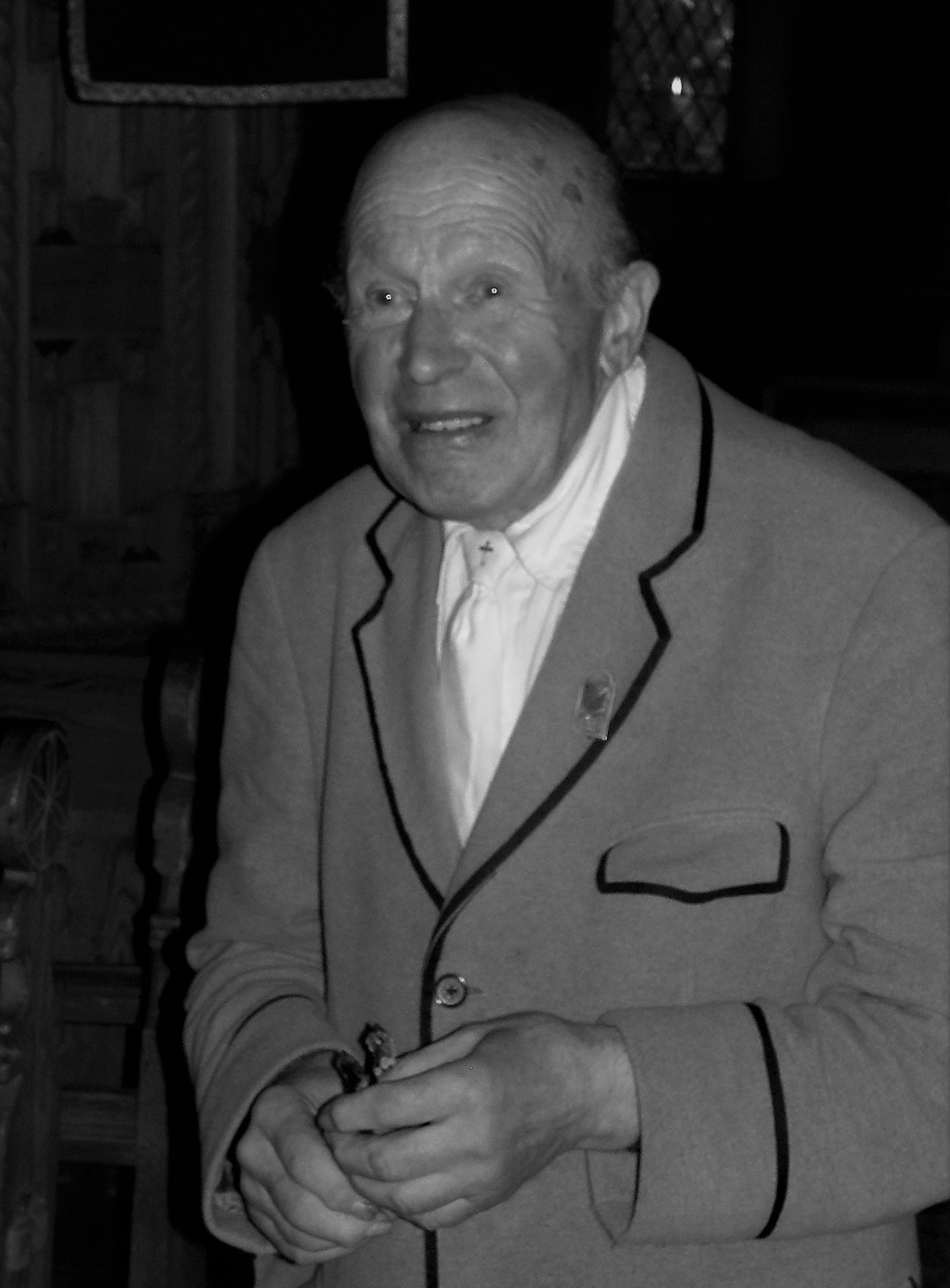
Harri Rein (2011)

Harri-Johannes Rein (* 21. Juli 1926 in Tallinn; † 3. Januar 2017 ebenda) war ein estnischer Geistlicher und Theologe.

## Leben und Wirken
Harri Rein wurde in der Karlsgemeinde in Tallinn konfirmiert. Er absolvierte das 5. Gymnasium seiner Heimatstadt im Jahr 1944. Von 1964 bis 1975 studierte er am Theologischen Institut und verteidigte 1979 seine Magisterarbeit. 1967 wurde er als Aushilfslehrer ordiniert und erhielt 1975 die Lehrbefugnis.
Er diente in den Gemeinden Kursi (1967–1976), Laius (1971–1975), Harju-Jaani (1976–1996), Jõelähtme (1979–1986 und 1994–1996), Jüri (1984–1985), Kose (1985–1986), Loksa (1995–1996) und Ruhnu (1997–2016) und war Pfarrer der Gemeinde Ida-Harju (1982–1996), Mitglied des EELK-Kirchenrats (1985, 1987, 1990–1996), außerordentlicher Professor für Allgemeine Kirchengeschichte am Theologischen Institut (UI), Bibliotheksdekan (1976–1991) und Direktor (1991–1996) der UI-Bibliothek, Mitglied des EELK-Agenda-Ausschusses (1983–1990) und des EELK-Liturgieausschusses (1992–1997). Am 5. Juli 2016 wurde er in den Ruhestand versetzt.

## Werke
- Katechismus, 2004
- Ruhnu Märchen, 2011
- Kungla, 2012
- Das Evangelium: Der Gottessohn Jesus Christus, 2013

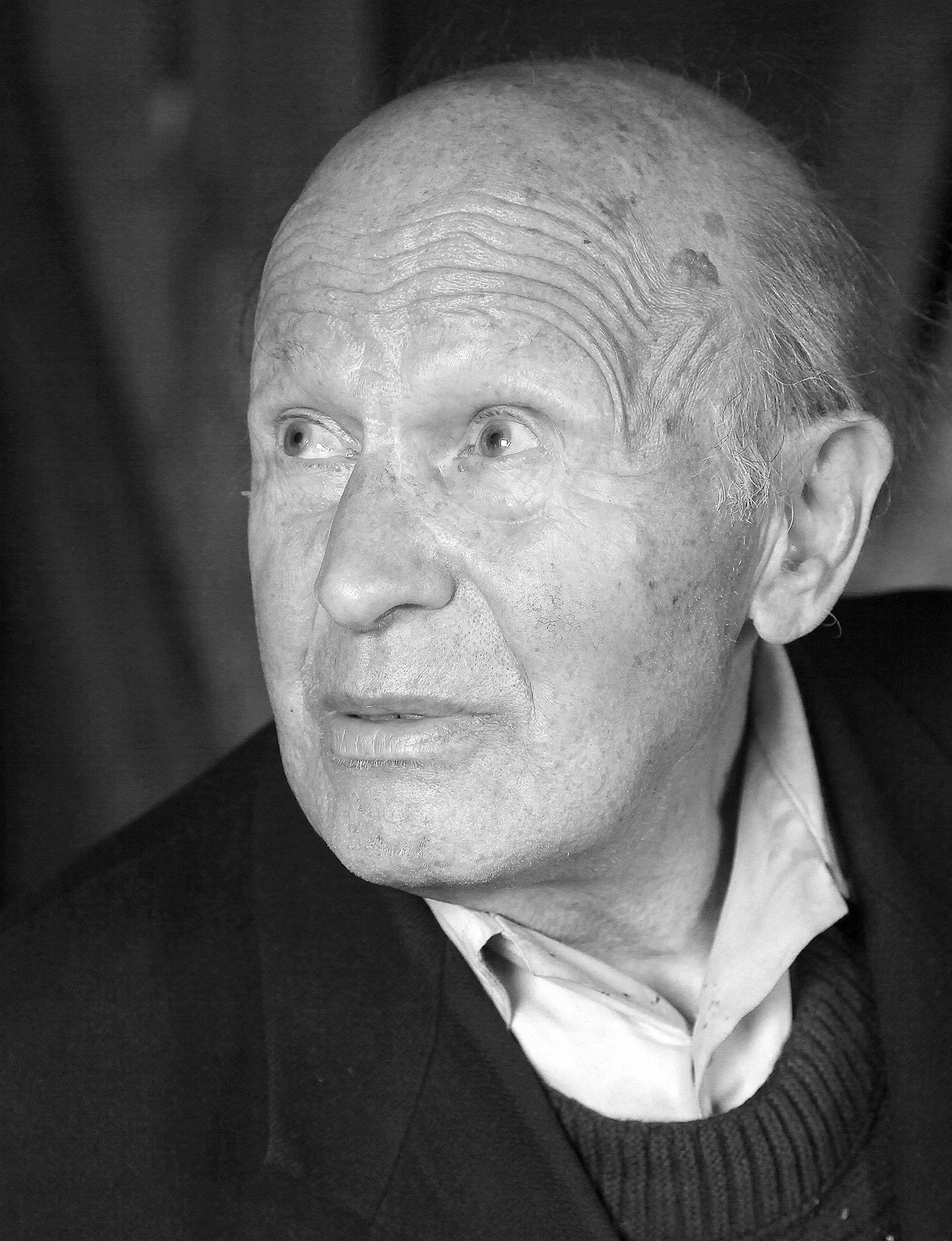
Harri-Johannes Rein

## Auszeichnungen
- 2001 Orden des weißen Sterns
- 2006 EELK aukiri
- 2006 EELK Teeneterist, II järk
- 2007 Ehrenbürger der Gemeinde Raasiku
- 2013 Verdienstplakette der Bezirksregierung von Saaremaa
- 2016 EELK elutöö preemia